# العلاقات التشادية الرومانية
العلاقات التشادية الرومانية هي العلاقات الثنائية التي تجمع بين تشاد ورومانيا.

## مقارنة بين البلدين
هذه مقارنة عامة ومرجعية للدولتين:
| وجه المقارنة                                              | تشاد                      | رومانيا                                                                               |
| --------------------------------------------------------- | ------------------------- | ------------------------------------------------------------------------------------- |
| المساحة (كم2)                                             | 1.28 مليون                | 238.40 ألف                                                                            |
| عدد السكان (نسمة)                                         | 15.23 مليون               | 19.59 مليون                                                                           |
| الكثافة السكانية (ن./كم²)                                 | 11.9                      | 82.17                                                                                 |
| العاصمة                                                   | انجمينا                   | بوخارست                                                                               |
| اللغة الرسمية                                             | لغة فرنسية، اللغة العربية | اللغة الرومانية                                                                       |
| العملة                                                    | فرنك وسط أفريقي           | ليو روماني                                                                            |
| الناتج المحلي الإجمالي (بليون دولار)                      | 9.98 مليار                | 211.80 مليار                                                                          |
| الناتج المحلي الإجمالي (تعادل القوة الشرائية) بليون دولار | 30.54 مليار               | 465.56 مليار                                                                          |
| الناتج المحلي الإجمالي الاسمي للفرد دولار أمريكي          | 775                       | 9.47 ألف                                                                              |
| الناتج المحلي الإجمالي للفرد دولار أمريكي                 | 2.18 ألف                  | 23.63 ألف                                                                             |
| مؤشر التنمية البشرية                                      | 0.392                     | 0.793                                                                                 |
| رمز المكالمات الدولي                                      | +235                      | +40                                                                                   |
| رمز الإنترنت                                              | .td                       | .ro                                                                                   |
| المنطقة الزمنية                                           | ت ع م+01:00               | ت ع م+02:00، ت ع م+03:00، أوروبا/بوخارست ‏، توقيت شرق أوروبا، توقيت شرق أوروبا الصيفي ‏ |

## منظمات دولية مشتركة
يشترك البلدان في عضوية مجموعة من المنظمات الدولية، منها:
| علم المنظمة | اسم المنظمة                               | تاريخ انضمام تشاد | تاريخ انضمام رومانيا |
| ----------- | ----------------------------------------- | ----------------- | -------------------- |
|             | مؤسسة التنمية الدولية                     | 7 نوفمبر 1963     | 12 أبريل 2014        |
|             | يونسكو                                    | 19 ديسمبر 1960    | 27 يوليو 1956        |
|             | مؤسسة التمويل الدولية                     | 2 أبريل 1998      | 23 سبتمبر 1990       |
|             | منظمة حظر الأسلحة الكيميائية              | ?                 | ?                    |
|             | الأمم المتحدة                             | 20 سبتمبر 1960    | 14 ديسمبر 1955       |
|             | الاتحاد الدولي للاتصالات                  | 25 نوفمبر 1960    | 9 فبراير 1866        |
|             | منظمة الشرطة الجنائية الدولية             | ?                 | ?                    |
|             | البنك الدولي للإنشاء والتعمير             | 10 يوليو 1963     | 15 ديسمبر 1972       |
|             | الاتحاد البريدي العالمي                   | ?                 | ?                    |
|             | المركز الدولي لتسوية المنازعات الاستشارية | 14 أكتوبر 1966    | 12 أكتوبر 1975       |
|             | وكالة ضمان الاستثمار متعدد الأطراف        | 11 يونيو 2002     | 10 سبتمبر 1992       |
|             | منظمة التجارة العالمية                    | ?                 | 1995                 |

## وصلات خارجية
- موقع وزارة الخارجية الرومانية